# 永安镇 (浑源县)
永安镇，是中华人民共和国山西省大同市浑源县下辖的一个乡镇级行政单位。

## 行政区划
永安镇下辖以下地区：
益民社区、余井社区、南顺社区、西关社区、红旗社区、永兴社区、永胜社区、新华社区、东关社区、西顺村、当巷村、道巷村、益民村、民安村、南顺村、南关村、东关村、新华村、兴安村、张庄村、顾册村、丰台铺村、东辛庄村、土桥铺村、神溪村、海村、唐家庄村、许村、王千庄村、武村、永兴号村、张家号村和三元号村。